# Phyla fruticosa
Phyla fruticosa är en verbenaväxtart som först beskrevs av Philip Miller, och fick sitt nu gällande namn av K. Kenn.. Phyla fruticosa ingår i släktet Phyla och familjen verbenaväxter. Inga underarter finns listade i Catalogue of Life.